# Institut des hautes études de droit rural et d'économie agricole
 (janvier 2022).
La mise en forme du texte ne suit pas les recommandations de Wikipédia : il faut le « wikifier ».
Les points d'amélioration suivants sont les cas les plus fréquents. Le détail des points à revoir est peut-être précisé sur la page de discussion.
- Les titres sont pré-formatés par le logiciel. Ils ne sont ni en capitales, ni en gras.
- Le texte ne doit pas être écrit en capitales (les noms de famille non plus), ni en gras, ni en italique, ni en « petit »…
- Le gras n'est utilisé que pour surligner le titre de l'article dans l'introduction, une seule fois.
- L'italique est rarement utilisé : mots en langue étrangère, titres d'œuvres, noms de bateaux, etc.
- Les citations ne sont pas en italique mais en corps de texte normal. Elles sont entourées par des guillemets français : « et ».
- Les listes à puces sont à éviter, des paragraphes rédigés étant largement préférés. Les tableaux sont à réserver à la présentation de données structurées (résultats, etc.).
- Les appels de note de bas de page (petits chiffres en exposant, introduits par l'outil «  Source ») sont à placer entre la fin de phrase et le point final[comme ça].
- Les liens internes (vers d'autres articles de Wikipédia) sont à choisir avec parcimonie. Créez des liens vers des articles approfondissant le sujet. Les termes génériques sans rapport avec le sujet sont à éviter, ainsi que les répétitions de liens vers un même terme.
- Les liens externes sont à placer uniquement dans une section « Liens externes », à la fin de l'article. Ces liens sont à choisir avec parcimonie suivant les règles définies. Si un lien sert de source à l'article, son insertion dans le texte est à faire par les notes de bas de page.
- La présentation des références doit suivre les conventions bibliographiques. Il est recommandé d'utiliser les modèles {{Ouvrage}}, {{Chapitre}}, {{Article}}, {{Lien web}} et/ou {{Bibliographie}}. Le mode d'édition visuel peut mettre en forme automatiquement les références.
- Insérer une infobox (cadre d'informations à droite) n'est pas obligatoire pour parachever la mise en page.

Pour une aide détaillée, merci de consulter Aide:Wikification.
Si vous pensez que ces points ont été résolus, vous pouvez retirer ce bandeau et améliorer la mise en forme d'un autre article.
L'Institut des hautes études de droit rural et d'économie agricole (Ihedrea) est une école supérieure française de l'agri et de l'agro management créée en 1950.

## Historique
L'Institut des hautes études de droit rural et d'économie agricole (Ihedrea) est une école supérieure française qui a été créé en 1950 par Jean Megret – membre de l'Académie d'agriculture de France, avocat à la Cour, spécialiste des questions de droit rural – en tant qu'établissement libre d'enseignement supérieur, régi par la loi du 12 juillet 1875.
L'Ihedrea a longtemps été dirigé par son fondateur qui en a ensuite confié la direction à sa fille Isabelle Dulau (directrice jusqu'en 2011)[source secondaire souhaitée].
De 2011 à 2016, Céline Reix reprend la direction de l'établissement[source secondaire souhaitée]. 
En 2016, Christian Ouillet (ancien diplômé) en assure la direction jusqu'en 2020[source secondaire souhaitée].
Un campus s'ouvre sur Rennes.
Fin d'année 2020, Julien Wypych reprend la direction de l'établissement jusqu'en janvier 2023.
Ouverture d'un autre campus sur Toulouse.
Nomination de Nahéma Bahouche au poste de directrice.
Ouverture d'un nouveau campus à Châlons-en-Champagne[source secondaire souhaitée].
Son conseil stratégique est présidé par Nicolas Forissier

## Formations
L'Ihedrea forme en quatre à cinq ans aux métiers du management dans les secteurs de l'agriculture et de l'agroalimentaire,.
L'école de l'Agri et de l'Agro management propose six programmes menant à l'obtention des diplômes suivants :
- BBA Agri et Agro Manager - Titre « Conseiller en droit rural et économie agricole » de niveau 6
- MSc Management et Expertise Agricole et Agroalimentaire - Titre « Expert-conseil en stratégie des filières agricoles et agroalimentaires » de niveau 7
- MSc Parcours banque assurance Management et Expertise Agricole et Agroalimentaire - Titre « Expert-conseil en stratégie des filières agricoles et agroalimentaires » de niveau 7
- Master 2 Droit du Patrimoine (en partenariat avec l’université d’Amiens) - Titre « Master Droit du Patrimoine » de niveau 7

## Professeurs et anciens professeurs
- Robert Faure
- Alain de Lacoste-Lareymondie

## Anciens élèves
- Jean-Louis Calméjane, journaliste
- Claude de Ganay, homme politique
- Corinne Erhel, femme politique
- Denis Lefèvre, journaliste
- Laurent Cabrol, journaliste